# Alberto Wills Ferro
Alberto Wills Ferro (Bogotá, 23 de marzo de 1906-Bogotá, 1968) fue un arquitecto colombiano de ascendencia inglesa e italiana. En una primera etapa adoptó el estilo art decó, del cual fue uno de los principales exponentes, para luego pasar a diseños de corte moderno. Entre sus obras más destacadas se encuentran la Biblioteca Nacional y la Facultad de Derecho de la Universidad Nacional en Bogotá. También diseñó edificios en Puerto Berrío, Cúcuta, Cartagena, Palmira, Madrid, Girardot y Funza. Murió en Bogotá a los 62 años.

## Vida y obra
Wills nació en Bogotá el 23 de marzo de 1906, nieto de un inglés y de una colombiana. Estudió en el Instituto La Salle de esa ciudad y luego en la facultad de Ingeniería de la Universidad Nacional, en donde realizó su carrera en el departamento de Arquitectura, que se creó en 1928. 

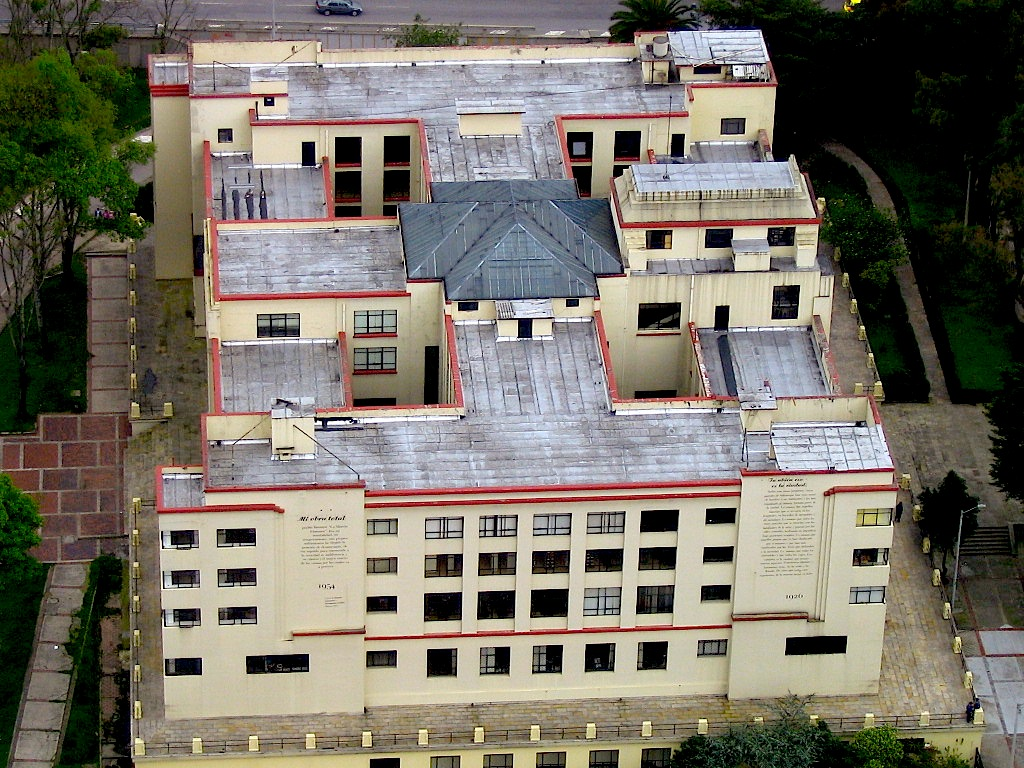
La Biblioteca Nacional vista desde el occidente.

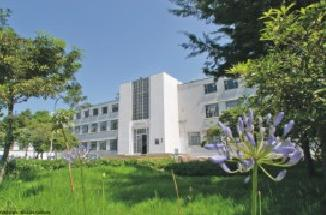
Facultad de Derecho de la Universidad Nacional.

En 1932 terminó sus estudios y se graduó con la primera promoción de arquitectos en Colombia. Ese año diseñó el Laboratorio Nacional de Higiene y el Hospital de Landazuri.
Su tesis de grado fue la Biblioteca Nacional, de estilo art decó, que se construyó entre 1933 y 1938. Asimismo, entre 1933 y 1941 diseñó el Edificio Nacional de Neiva, con un estilo ecléctico y morisco, lo mismo que los edificios nacionales de Puerto Berrío, Cúcuta y Cartagena.  
En 1934 viajó a Estados Unidos, donde obtuvo un máster en Arquitectura en la Universidad de Columbia. En esos estudios se especializó en Museos.
El año siguiente diseñó la vivienda del administrador de la cárcel La Picota, en Bogotá, y el cuartel para el Grupo de Caballería Rondón, en La Guajira. 
En 1937 realizó los diseños de la Escuela Normal en Barranquilla, los hospitales de Cuarentena en Cartagena y Tumaco, la Escuela de Trabajo en Cajicá, la base aérea en Madrid y el Laboratorio Antileproso en Boyacá.
En 1938 trabajó en el diseño de la Facultad de Derecho de la Universidad Nacional, un proyecto en el que participó Leopoldo Rother. El edificio se terminó en 1940 y abrió sus puertas a los estudiantes en 1942. 
En 1939 fue uno de los fundadores de la Asociación de Ingenieros de la Universidad Nacional. Ese mismo año diseñó la Penitenciaría de Palmira. En 1940 hizo otro tanto con el Colegio San Bartolomé y la Escuela de Oficios en Girardot.
Wills es asimismo el autor de la Escuela Normal de Pasto, del edificio de la Aduana en Puerto López, de las casas para la reconstrucción de Túquerres y de varias viviendas en Chapinero y La Candelaria, respectivamente en el centro y el norte de la capital colombiana.
En 1943, siendo subgerente del Instituto de Crédito Territorial, escribió La cartilla de construcciones rurales.
Entre 1965 y 1967 trabajó en la Sección de Control de Obras y Presupuestos de la Caja Agraria. Durante sus últimos años vivió en una casa rural en la localidad de Funza.
Murió en Bogotá en 1968.